# Лазерна показалка
Лазерната показалка (или писалка) представлява малко ръчно устройство, което съдържа източник на енергия (обикновено батерия) и лазерен диод. То излъчва тесен кохерентен лазерен лъч във видимата област с малка мощност. Предназначено е да осветява зони на интерес чрез малка ярка точка от светлина с определен цвят. Мощността в повечето държави е ограничена да не превишава 5 mW по причина, че дори и под тази мощност, лазерните показалки може да доведат до временни нарушения в зрението, ако попаднат в човешкото око.

## Повреда на очите
Изходната мощност на лазерните писалки, достъпни за широката публика е ограничена с цел да се избегне случайна повреда на ретината на човешкото око. Здравеопазването в Обединеното кралство препоръчва достъпните за обществото лазерни показалки да бъдат с мощност, ограничена до по-малко от 1 миливат (1 mw), т.к. при такива мощности не са доказани трайни увреждания на ретината. В САЩ това ограничение е до 5 mW.
Изследванията показват, че дори лазерни лъчи с ниска мощност – не повече от 5 mw – могат да предизвикат трайно увреждане на ретината, ако попаднат в окото за няколко секунди, но вероятността за това се ограничава поради способността на човек да си затваря очите.
Има сведения, че лазерни показалки с по-висока от законно определената мощност, придобити чрез покупки през Интернет, са причинили трайно увреждане на ретината. .
Обикновените лазерни показалки имат мощност 1 – 5 mW и се отнасят към клас на опасност II – IIIА.
Лазерните показалки с мощност 50 – 300 mW се отнасят към клас III-B и са способни да причинят силни увреждания на ретината на окото не само при кратковременно попадане на пряк лазерен лъч, но и при попадане на огледално или дифузно отражение. Времето, необходимо за възникване на повреди в ретината при тези мощности е от порядъка на 0.1 сек, докато реакцията на клепача се извършва за около 0.25 сек. Тоест окото не е в състояние да се предпази от повреди на ретината. Причината е, че светлината от силно кохерентен източник се фокусира лесно в малка точка от лещата на окото.

## Некоректно класиране по мощност
Тестове на Националния институт за стандартизация и технологии на САЩ , проведени през 2013 г. върху лазерни показалки, означени като клас IIIa или 3R показват, че около половината от тях излъчват мощност около 2 пъти по-висока от максималната за класа, което съответства на Клас IIIb – значително по-опасни. Най-високата измерена мощност е била 66.5 миливата – над 10 пъти над нормата !

## Регулации и нарушения
От самото си създаване, лазерните показалки са обект на използване не по предназначение. Това е довело до създаването на закони и норми специално за тези случаи. Техният много голям обхват прави трудно откриването на източника на лазерното петно. В някои случаи това води до уплаха в потърпевшите, че са попаднали под прицел на оръжие. Много ярката, малка точка прави възможно разсейването и объркването на шофьорите и пилотите на самолети, като може да бъде опасно и за зрението им.
През януари 2005 г. гражданинът на Ню Джърси David Banach е арестуван за насочване на зелен лазер към малък самолет, летящ над него 
През 2009 г. полицията в Обединеното Кралство започва следенето на източниците на лазери, насочвани към хеликоптери в нощен полет. Извършителите са заловени посредством проследяване с използване на GPS, свързан към термовизионна камера, позволяваща да се види заподозрения и дори горещата дръжка на лазерната писалка (в случай, че бъде хвърлена). В такъв случай се включват екипи с кучета. От 2010 г. наказанието може да бъде 5 години лишаване от свобода.

## България и Европейски съюз
Повечето държави от Европейския съюз към момента са хармонизирали законодателството по отношение притежанието на клас 2 (под 1 mW мощност) показалки за представяне на презентации.
Всичко над 1 mW е нелегално за продажба в UK.
В ход е приемането на предложение от ЕК, което налага санкции относно продажбата на лазерни показалки, според които за продажба се разрешават само уреди, отговарящи на приетите стандарти за безопасност, т.е. под 5mW.

## Австралия
В Нов Южен Уелс за „лазерно нападение“ законодателството предвижда лишаване от свобода до 14 години.
1. ↑  BBC News Health „Laser pointers 'pose danger to eyes“
2. ↑  British Medical Journal „Maculopathy from handheld green diode laser pointer“
3. ↑  www.nist.gov
4. ↑  www.usatoday.com
5. ↑  Symonds, Tom. www.news.bbc.co.uk //   British Broadcasting Corporation, 8 април 2009. Посетен на 12 септември 2010.
6. ↑  LaserPointSafety.com „NSW: Fine for possession, prison for dangerous use“